# Stahl- und Maschinengesellschaft
Die Stahl- und Maschinengesellschaft mbH (STAMAG) war eine Zwischenhandelsunternehmen des Heereswaffenamtes.
Um den fortgesetzten Bruch des Versailler Vertrages, wie zum Beispiel das Bestehen der Schwarzen Reichswehr, durch die Regierungen des Deutschen Reichs zu verbergen, wurde die STAMAG als Zwischenhandelsunternehmen zwischen Zulieferbetrieben und regulärer bzw. Schwarzer Reichswehr 1926 gegründet. Die Geschäftsbeziehungen des Waffenamtes wurden über ein Sonderreferat mit der Bezeichnung Sieben & Co kanalisiert. Als erster Geschäftsführer nach Gründung der STAMAG 1925 wurde der Kaufmann Wolf G. Schleber in das Handelsregister Berlin eingetragen. Schleber war Hauptaktionär der Spinnerei Fürstenberg AG und trat auch als Eigentümer der Engelhardt-Bank in Berlin auf. Die Engelhardt-Bank war die Hausbank der STAMAG.
Die Geräte- und Apparate-Handelsgesellschaft (Gerap) war Rechtsnachfolgerin der Stahl- und Maschinenbau GmbH (STAMAG).

## Waffenexport
Mit Reichsausfall-Bürgschaften sicherte das Deutsche Reich teilweise einen Warenverrechnungshandel ab, mit welchem der Knappheit an international konvertierbaren Devisen entgegengewirkt wurde. Nach der Machtergreifung der Nationalsozialisten wurde das Waffenexportverbot wie schon zuvor verdeckt gebrochen. Von 1934 bis 1938 führte die Reichswehr Rüstungslieferungen über die Handelsgesellschaft für industrielle Produkte mbH (HARPO) und die STAMAG nach China durch. Im Italienisch-Äthiopischen Krieg lieferte die STAMAG in der zweiten Hälfte des Jahres 1935 10.000 Mauser-98-Gewehre mit 10 Millionen Schuss Munition, Maschinengewehre und Handgranaten, 36 Oerlikon-20-mm- und 30 Rheinmetall-Borsig-37-mm-Flugabwehrkanonen an Abessinien. Am 24. Juni 1935 rief Werner von Blomberg dazu auf, das Waffenexportverbot aufzuheben. Er schilderte Waffenhandel in einem zivil- und militärischenwirtschaftlichen Kontext als einzige Alternative und Waffenexport aus Gründen der Wirtschaft und der Verteidigung als höchst erstrebenswert. Die Herstellung von Waffen für den Export sei auf lange Sicht die einzige Möglichkeit, die Waffenhersteller produktiv und unabhängig zu halten. Als Antwort auf Blomberg wies am 27. Juni 1935 das Auswärtige Amt auf die politischen Folgen des Waffenexportes hin. Konstantin Freiherr von Neurath führte aus, dass die Kombination von legalem Waffenexport aus dem Deutschen Reich und ausgiebigen Verkäufen an China und Abessinien negative Folgen auf die Beziehungen zu Italien und Japan haben könnten. Am 9. Juli 1935 erklärte Hitler, dass er das Waffenexportverbot für nicht mehr in Kraft betrachte, fügte aber hinzu, dass die Zeit noch nicht reif sei, dies offiziell zu machen. Am 16. August 1935 beschlossen die Reichsgruppe Industrie und das Reichswirtschaftsministerium, die Ausfuhrgemeinschaft für Kriegsgerät (AKG) zu gründen.
Involviert in den Waffenhandel mit China war der Waffenhändler Hans Klein.